# Boris Island
Boris Island ist eine kleine Insel im Archipel der Südlichen Shetlandinseln. Sie liegt im nördlichen Teil der Iquique Cove, einer Nebenbucht der Discovery Bay von Greenwich Island.
Chilenische Wissenschaftler kartierten und benannten sie 1998. Der weitere Benennungshintergrund ist unbekannt.